# Zagon
Zagon (veraltet Zagun; ungarisch Zágon) ist eine Gemeinde im Kreis Covasna in der Region Siebenbürgen in Rumänien.

## Geographische Lage

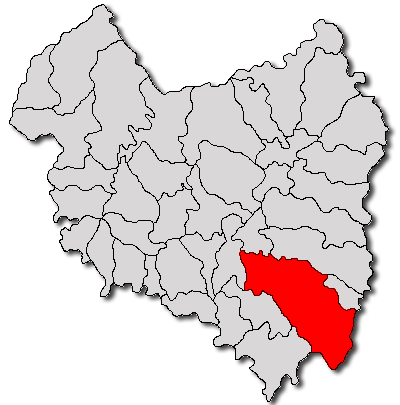
Lage der Gemeinde Zagon im Kreis Covasna

Die Gemeinde Zagon liegt östlich der Kronstädter Senke (Depresiunea Brașovului), in den Nordwestausläufern der Întorsura Berge (Munții Întorsurii) – ein Teilgebirge der Ostkarpaten. In der historischen Region Szeklerland im Südosten des Kreises Covasna befindet sich der Ort Zagon am gleichnamigen Bach und am Drum național 13E etwa 13 Kilometer südlich von der Kleinstadt Covasna (Kovasna) und etwa 30 Kilometer südöstlich von der Kreishauptstadt Sfântu Gheorghe (Sankt Georgen) entfernt.
Der nächstgelegene Bahnhof befindet sich in dem zehn Kilometer entfernten Boroșneu Mare (Groß-Weindorf) an der Bahnstrecke Brașov–Sfântu Gheorghe–Târgu Secuiesc.

## Geschichte
Der mehrheitlich von Szeklern bewohnte Ort Zagon wurde erstmals 1567 urkundlich erwähnt. Nach Angaben von Orbán Balázs wurden auf dem Areal des Ortes Urnen gefunden, konnten aber noch keinem Zeitalter zugeordnet werden. Ansonsten deuten zahlreiche archäologische Funde auf dem Gemeindegebiet von der Römerzeit bis in die Spätbronzezeit zurück. Nach Angaben von Márton Roska von 1934 wurden bei Zagon auch Teile des Vulkangesteins Obsidian gefunden. Die Funde von Zagon befinden sich in den Museen von Aiud (Straßburg am Mieresch) und Sfântu Gheorghe.
Zur Zeit des Königreichs Ungarn gehörte Cernat dem Stuhlbezirk Orbai in der Gespanschaft Háromszék (rumänisch Comitatul Trei-Scaune), anschließend dem historischen Kreis Trei-Scaune (deutsch Drei Stühle) und ab 1950 dem heutigen Kreis Covasna an.

## Bevölkerung
Die Bevölkerung der Gemeinde Zagon entwickelte sich wie folgt:
| 1850 | 4.636 | 755   | 3.764 | 24 | 93           |
| 1920 | 8.439 | 2.864 | 5.417 | 3  | 155          |
| 1941 | 5.790 | 1.087 | 4.408 | 2  | 293          |
| 2002 | 5.489 | 2.722 | 2.728 | -  | 39           |
| 2011 | 5.282 | 2.515 | 2.642 | -  | 125          |
| 2021 | 4.924 | 2.281 | 2.263 | -  | 380 (2 Roma) |

Seit 1850 wurde auf dem Gebiet der Gemeinde Zagon die höchste Einwohnerzahl, gleichzeitig die der Magyaren und der Rumänen, 1920 ermittelt. Die höchste Anzahl der Roma (290) 1941 und die der Rumäniendeutschen wurde 1850 registriert. Des Weiteren wurden bei einigen Aufnahmen auch ukrainisch und slowakisch sprechende Menschen registriert.

## Sehenswürdigkeiten
- Im Gemeindezentrum die orthodoxe Kirche Sf. Arhangheli Mihail și Gavril um 1814 errichtet,[6] steht unter Denkmalschutz.[7]
- In Zagon das Landhaus Mikes-Szentkereszty 1632 errichtet,[8] im 18. und 20. Jahrhundert erneuert und der Getreidespeicher im 18. Jahrhundert errichtet, stehen unter Denkmalschutz.[7]
- Im Gemeindezentrum die reformierte Kirche um 1782 errichtet.[9]
- Im eingemeindeten Dorf Păpăuți (ungarisch Papolc), die Holzkirche Cuvuioasa Paraschiva 1814 errichtet,[10] steht unter Denkmalschutz.[7]
- In Păpăuți die reformierte Kirche um 1895 errichtet.[11]

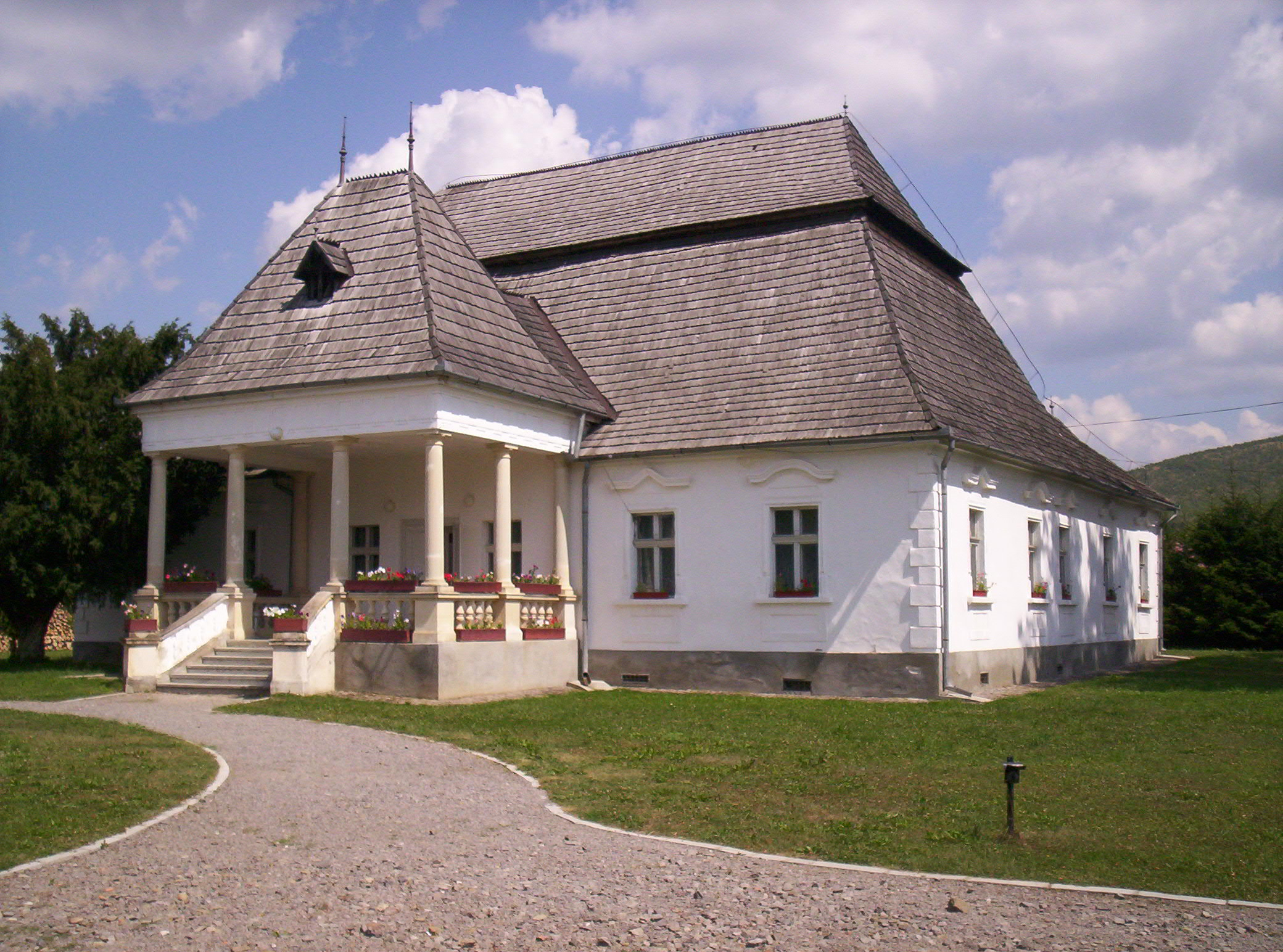
Museum Kelemen Mikes
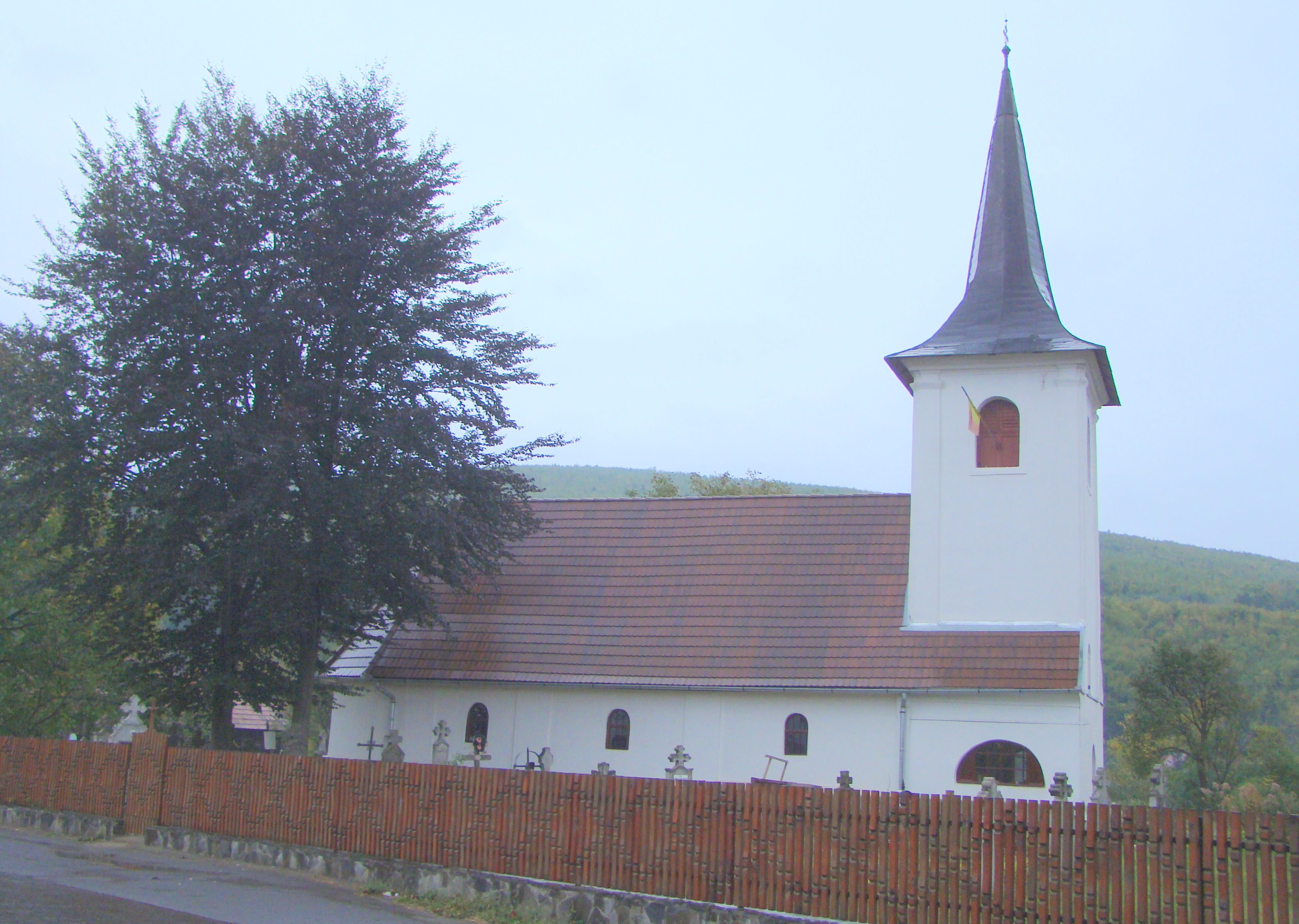
Kirche in Zagon
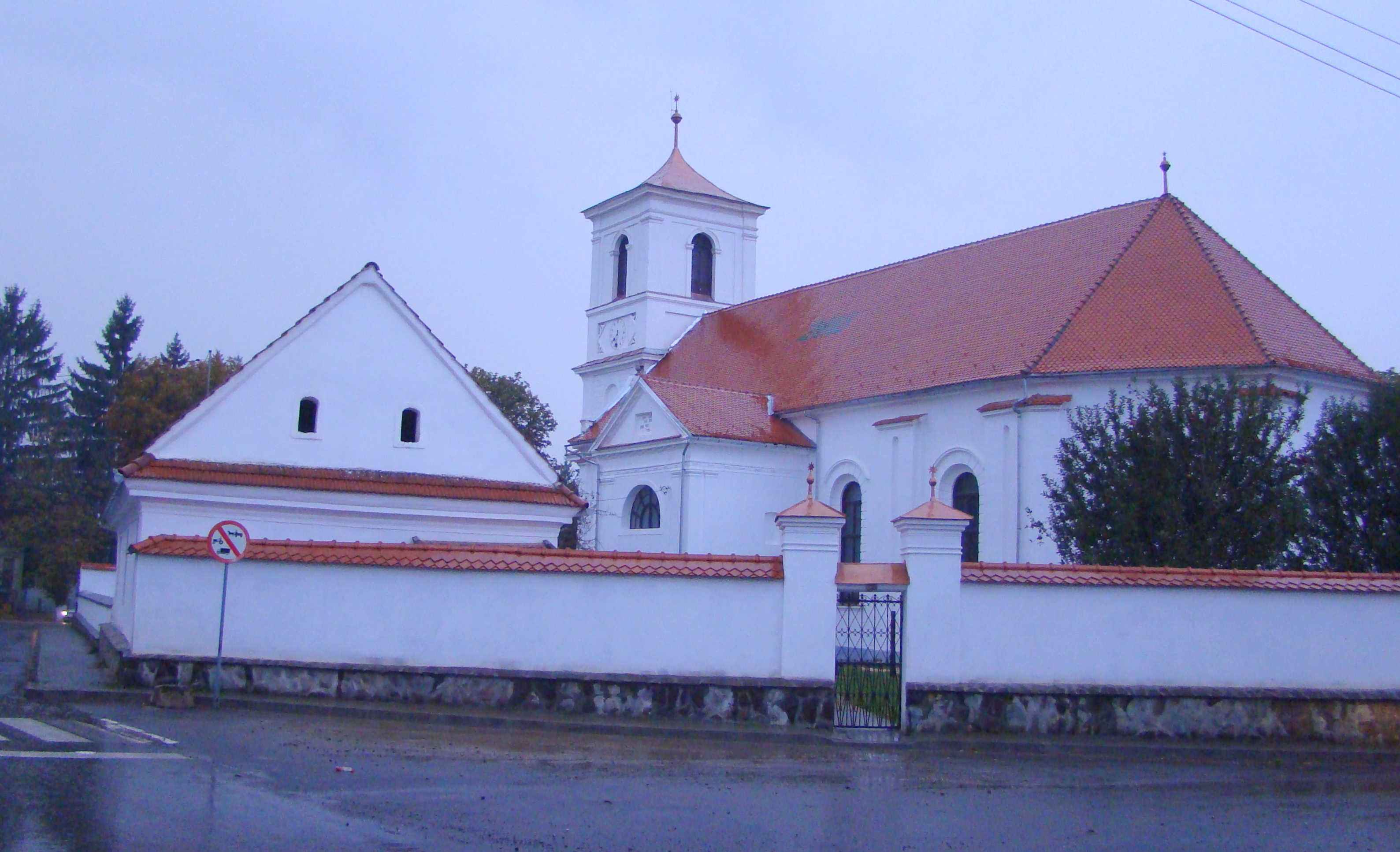
Reformierte Kirche in Zagon
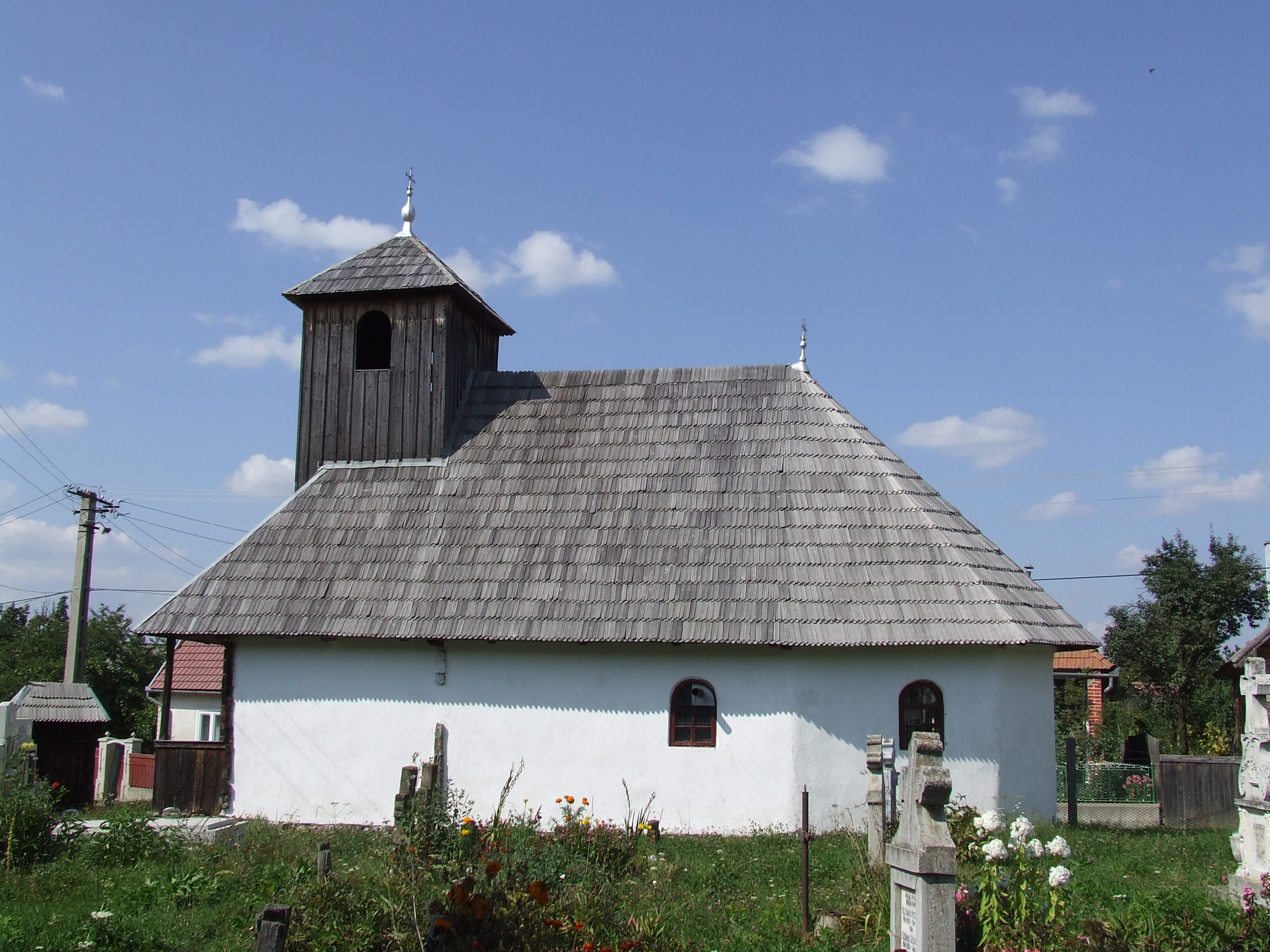
Holzkirche in Păpăuți

## Persönlichkeiten
- Kelemen Mikes (1690–1761), war ein enger Vertrauter des Fürsten Franz II. Rákóczi
- Sigmund von Szent-Kereszti (1745–1823), k. k. General der Kavallerie und Ritter des Maria-Theresia-Ordens
- Terézia Vajna (1805–1884), war eine Heldin des Ungarischen Unabhängigkeitskrieges von 1848.[12]
- Vilmos Csutak (1878–1936), war Historiker[13]
- Ecaterina Szabó (* 1968), ist eine ehemalige Kunstturnerin